# Myrtle (Minnesota)
Myrtle es una ciudad ubicada en el condado de Freeborn en el estado estadounidense de Minnesota. En el Censo de 2010 tenía una población de 48 habitantes y una densidad poblacional de 174,84 personas por km².

## Geografía
Myrtle se encuentra ubicada en las coordenadas 43°33′47″N 93°9′47″O / 43.56306, -93.16306. Según la Oficina del Censo de los Estados Unidos, Myrtle tiene una superficie total de 0.27 km², de la cual 0.27 km² corresponden a tierra firme y (0%) 0 km² es agua.

## Demografía
Según el censo de 2010, había 48 personas residiendo en Myrtle. La densidad de población era de 174,84 hab./km². De los 48 habitantes, Myrtle estaba compuesto por el 100% blancos, el 0% eran afroamericanos, el 0% eran amerindios, el 0% eran asiáticos, el 0% eran isleños del Pacífico, el 0% eran de otras razas y el 0% pertenecían a dos o más razas. Del total de la población el 16.67% eran hispanos o latinos de cualquier raza.